# Antipapa Celestino II
Celestino II (nascido Teobaldo Boccapecci ou Boccapeconai, em latim Thebaldus Buccapecuc) foi antipapa de 15 de Dezembro ou 16 de Dezembro de 1124 a 1125 ou 1126. Era considerado o papa legítimo, mas submeteu-se ao seu rival Honório II. 
Pascoal II fê-lo cardeal diácono. Foi eleito papa numa eleição confusa e caótica, na qual Teobaldo e outro cardeal, Saxo, eram apoiados pela família Pierleoni. Durante a investidura de Celestino, Roberto Frangipani e um destacamento de tropas irrompeu pela igreja e proclamou o cardeal Lamberto Scannaberchi (um erudito) papa.
Com a abdicação de Celestino, Scannaberchi tornou-se o papa Honório II.